# Bricio de Tours
Bricio de Tours, convertido en San Bricio (del latín Sanctus Brictius), fue un santo cristiano que creció en el monasterio de San Martín.

## Biografía
Cuarto obispo de Tours, sucedió a San Martín de Tours en 397
.
Muerto en 444, tiene su fiesta el 13 de noviembre. Es el patrón de los jueces.
Según la leyenda Bricio era un huérfano rescatado por Martín y educado en el monasterio de Marmoutiers. Posteriormente se convirtió en pupilo de Martín, aunque el ambicioso y veleidoso Bricio fue más bien lo contrario de su maestro.
Como obispo de Tours, Bricio cumplió con sus obligaciones, pero también se dijo de él que había sucumbido a los placeres mundanos. Se rumoreó que el niño que dio a luz una monja albergada en su casa era suyo. Él preparó un ritual en que llevaba brasas en su abrigo a la tumba de Martín, mostrando que su abrigo no se quemaba, como prueba de su inocencia. El pueblo de Tours, sin embargo, no le creyó y le forzó a abandonar Tours e ir a Roma. No volvió de Roma hasta que sus pecados le fueron perdonados por el Papa.
Tras siete años de exilio en Roma, Bricio regresó a Tours después de la muerte del administrador que le había sustituido. Había cambiado completamente y después de su regreso sirvió con tal humildad que fue venerado como un santo tras su muerte.

## Iglesias consagradas a Santo Bricio de Tours
- Iglesia San Bricio de Thairy